# Stephen Smale
Stephen Smale, ameriški matematik, * 15. julij 1930, Flint, Michigan, ZDA.

## Življenje in delo
Smale je leta 1952 diplomiral na Univerzi Michigana v Ann Arborju. Tu je leta 1953 opravil magisterij in leta 1957 doktoriral.
Leta 1960 je rešil problem v topologiji mnogoterosti, Poincaréjevo domnevo iz leta 1904, ki odgovarja na vprašanje ali je n-sfera edina n-razsežna sklenjena mnogoterost z značilnostjo, da se jo lahko, ne da bi se jo zapustilo, skrči v točko in je pravilna v razsežnostih večjih in enakih od pet. Poincaré je postavil domnevo za n = 3. Smaleov dokaz je zgled, da se mnogoterosti obnašajo drugače v razsežnostih od 5 navzgor. Njegova metoda pa ne deluje v razsežnostih 3 in 4. Leta 1981 je Michael Freedman nadaljeval njegove zamisli in delo Andrewa J. Cassona ter rešil Poincaréjevo domnevo za 4-sfere. Njegov rezultat je nastal kot poseben primer splošnejšega rezultata o 4-razsežnih mnogoterostih. Poincaréjeva domneva za n = 3 je do leta 2003 ostajala nerešena, ko jo je pritdilno dokazal Perelman. Strokovnjaki so potrebovali kar nekaj mesecev, preden so odkrili napako v enem izmed poskusov rešitve v začetku leta 1986. Za rešitev Poincaréjeve domneve je Smale prejel Fieldsovo medaljo leta 1966 v Moskvi, Perelman pa leta 2006, vendar jo je odklonil.
Smale se je pozneje lotil dinamičnih sistemov, ki so bili v tistem času od Poincaréjeve smrti zapostavljeni. Na tem področju je prispeval pomembne prispevke in je začrtal raziskovalni program, ki so ga izvedli mnogi drugi. Smaleova podkev je pomemben primer, ki je obrodil nove raziskave. 
Smale je kasneje posplošil svoje zamisli v dokazu in izpeljal izrek o h-kobordizmu. Znan je tudi po svojem dokazu iz leta 1958 Smaleovega paradoksa, zavihanja sfere navzven brez pregibov. Smale velja za pomembnega raziskovalca na področju diferencialne topologije.
Leta 1998 je naredil seznam 18 matematičnih problemov, ki bi jih rešili v 21. stoletju. Seznam je podoben znanemu Hilbertovemu seznamu problemov iz leta 1900. V bistvu Smaleov seznam vsebuje tudi nekaj izvirnih Hilbertovih problemov. Smaleovi problemi vključujejo Jacobijevsko domnevo o polinomih z več spremenljivkami iz leta 1939 in Riemannovo domnevo o porazdelitvah ničel Riemannove funkcije ζ(s) iz leta 1859, ki sta še obe nerešeni.
Smale se je politično udejstvoval v različnih gibanjih (np. v Gibanju svobode govora). Zaradi svojih dejavnosti se je znašel tudi na sodišču.